# Маріїнський округ
Марії́нський округ (рос. Мариинский округ) — адміністративна одиниця, муніципальний округ Кемеровської області Російської Федерації.
Адміністративний центр — місто Маріїнськ.

## Історія
Маріїнський район був утворений у складі Томського округу Сибірського краю 4 вересня 1924 року. З 1930 року район перебував у складі Західносибірського краю. 1930 року до складу району увійшла територія ліквідованого Верх-Чебулинського району. 1931 року південна частина району увійшла до складу новоствореного Маріїнсько-Тайгинського району. 1932 року до складу району увійшла Шестаковська сільрада ліквідованого Тісульського району. 1935 року зі складу району виділено Чебулинський район. З 1937 року район перебував у складі Новосибірської області, з 26 січня 1943 року — у складі Кемеровської області. 3 червня 1959 року Маріїнська районна рада була ліквідована, однак сам район існував і управлявся Маріїнською міською радою. 1 лютого 1963 року був утворений укрупнений Маріїнський сільський район, до складу якого увійшла територія ліквідованого Чебулинського району. 11 січня 1965 року були відновлені Маріїнський район та Маріїнська міська рада, при цьому знову не існувало окремо Маріїнської районної ради і район управлявся Маріїнською міською радою. 30 грудня 1966 року був відновлений Чебулинський район, територія якого до цього перебувала у складі Маріїнського району. 10 листопада 1976 року була окремо утворена Маріїнська районна рада.
Станом на 2002 рік район поділявся на 13 сільських рад:
| Поселення                          | Площа, км² | Населення, осіб (2002) | К-ть НП | Населені пункти |
| ---------------------------------- | ---------- | ---------------------- | ------- | --- |
| Маріїнський район                  |            |                        |         | |
| Білогородська сільська рада        | -          | 1065                   | 3       | села Білогородка, Ніколаєвка-1, селище Правдинка                                                                                    |
| Благовіщенська сільська рада       | -          | 2347                   | 5       | села Благовіщенка, Колеул, Обояновка, Тенгули, селище Лісна Дача                                                                    |
| Великоантібеська сільська рада     | -          | 1159                   | 6       | села Великий Антібес, Малий Антібес, Під'єльники, присілки Кайдули, Юр'євка, селище Зарічний                                        |
| Калінінська сільська рада          | -          | 2105                   | 7       | села Мальковка, Роздольне, присілок Комісаровка, селища Бобровська, Калінінський, Станція Антібеська, станційне селище Калінінський |
| Кійська сільська рада              | -          | 1582                   | 5       | село Приміткино, присілки Пристань 2-а, Раєвка, селища Кійський, Станція Приміткино                                                 |
| Красноорлівська сільська рада      | -          | 2289                   | 4       | село Красні Орли, присілки Комишенка, Петровка, Тюменево                                                                            |
| Леб'яжинська сільська рада         | -          | 1249                   | 6       | присілки Куркулі, Столяровка, Тонгул, Тундінка, селища Леб'яжий, Пихтовка                                                           |
| Малопіщанська сільська рада        | -          | 1229                   | 3       | село Малопіщанка, присілок Кірсановка, селище Зенкіно                                                                               |
| Ніколаєвська сільська рада         | -          | 880                    | 3       | села Ніколаєвка 2-а, Рубино, присілок Мілехіно                                                                                      |
| Первомайська сільська рада         | -          | 1065                   | 4       | присілок Константиновка, селища 10-й роз'їзд, Первомайський, Чистопольський                                                         |
| Сусловська сільська рада           | -          | 3646                   | 6       | село Суслово, присілки Знаменка, Івановка, Святогорка, Федоровка, селище 3747 км                                                    |
| Тайожно-Михайловська сільська рада | -          | 545                    | 3       | село Тайожно-Михайловка, селища Забор'є, Тайожно-Александровка                                                                      |
| Туйлинська сільська рада           | -          | 184                    | 1       | село Туйла |
| Маріїнська міська рада             |            |                        |         | |
| Маріїнська міська рада             | -          | 42977                  | 1       | місто Маріїнськ |

Законом Кемеровської області від 17 грудня 2004 року Маріїнський район був наділений статусом муніципального району, до його складу приєднано місто Маріїнськ, в районі було створено 13 муніципальних утворень: одне міське та 12 сільських поселень.
8 грудня 2020 року Маріїнський муніципальний район був ліквідований, а всі утворення, що входили до його складу були перетворені шляхом об'єднання в Маріїнський муніципальний округ:
| Поселення                               | Площа, км² | Населення, осіб (2010) | Населення, осіб (2019) | К-ть НП | Населені пункти |
| --------------------------------------- | ---------- | ---------------------- | ---------------------- | ------- | --- |
| Маріїнське міське поселення             | 57,20      | 40526                  | 38209                  | 1       | місто Маріїнськ |
| Білогородське сільське поселення        | 292,51     | 887                    | 759                    | 3       | села Білогородка, Ніколаєвка-1, селище Правдинка                                                                            |
| Благовіщенське сільське поселення       | 726,31     | 2068                   | 1915                   | 4       | села Благовіщенка, Колеул, Обояновка, Тенгули                                                                               |
| Великоантібеське сільське поселення     | 302,75     | 1000                   | 890                    | 6       | села Великий Антібес, Малий Антібес, Під'єльники, присілки Кайдули, Юр'євка, селище Зарічний                                |
| Калінінське сільське поселення          | 414,65     | 2054                   | 1962                   | 7       | села Мальковка, Роздольне, присілок Комісаровка, селища Бобровська, Калінінський, Антібеська, станційне селище Калінінський |
| Кійське сільське поселення              | 202,13     | 1657                   | 1591                   | 5       | село Приміткино, присілки Пристань 2-а, Раєвка, селища Кійський, Приміткино                                                 |
| Красноорлівське сільське поселення      | 297,92     | 2155                   | 1856                   | 4       | село Красні Орли, присілки Комишенка, Петровка, Тюменево                                                                    |
| Леб'яже сільське поселення              | 1888,44    | 923                    | 831                    | 6       | присілки Куркулі, Столяровка, Тонгул, Тундінка, селища Леб'яжий, Пихтовка                                                   |
| Малопіщанське сільське поселення        | 358,24     | 1055                   | 893                    | 3       | село Малопіщанка, присілок Кірсановка, селище Зенкіно                                                                       |
| Ніколаєвське сільське поселення         | 242,51     | 793                    | 682                    | 3       | села Ніколаєвка 2-а, Рубино, присілок Мілехіно                                                                              |
| Первомайське сільське поселення         | 168,22     | 1001                   | 910                    | 4       | присілок Константиновка, селища 10-й роз'їзд, Первомайський, Чистопольський                                                 |
| Сусловське сільське поселення           | 329,51     | 3179                   | 2775                   | 6       | село Суслово, присілки Знаменка, Івановка, Святогорка, Федоровка, селище 3747 км                                            |
| Тайожно-Михайловське сільське поселення | 326,45     | 513                    | 445                    | 4       | села Тайожно-Михайловка, Туйла, селища Забор'є, Тайожно-Александровка                                                       |

## Населення
Населення — 53718 осіб (2019; 57811 в 2010, 19182 у Маріїнському районі та 42977 у Маріїнській міській раді у 2002).

## Населені пункти
| №  | Населений пункт                | Населення, осіб (2002) | Населення, осіб (2010) |
| -- | ------------------------------ | ---------------------- | ---------------------- |
| 1  | 10-й роз'їзд, селище           | 11                     | 10                     |
| 2  | 3747 км, селище                | 14                     | 0                      |
| 3  | Антібеська, селище             | 206                    | 184                    |
| 4  | Білогородка, село              | 755                    | 681                    |
| 5  | Благовіщенка, село             | 1203                   | 1147                   |
| 6  | Бобровський, селище            | 60                     | 39                     |
| 7  | Великий Антібес, село          | 462                    | 396                    |
| 8  | Забор'є, селище                | 25                     | 6                      |
| 9  | Зарічний, селище               | 150                    | 138                    |
| 10 | Зенкіно, селище                | 36                     | 19                     |
| 11 | Знаменка, присілок             | 312                    | 199                    |
| 12 | Івановка, присілок             | 80                     | 48                     |
| 13 | Кайдули, присілок              | 133                    | 115                    |
| 14 | Калінінський, селище           | 1512                   | 1533                   |
| 15 | Калінінський, станційне селище | 71                     | 77                     |
| 16 | Кійський, селище               | 0                      | 0                      |
| 17 | Кірсановка, присілок           | 393                    | 317                    |
| 18 | Колеул, село                   | 430                    | 330                    |
| 19 | Комісаровка, присілок          | 10                     | 0                      |
| 20 | Комишенка, присілок            | 218                    | 205                    |
| 21 | Константиновка, присілок       | 193                    | 143                    |
| 22 | Красні Орли, село              | 1487                   | 1391                   |
| 23 | Куркулі, присілок              | 146                    | 110                    |
| 24 | Леб'яжий, селище               | 356                    | 333                    |
| -  | Лісна Дача, селище             | 0                      | -                      |
| 25 | Малий Антібес, село            | 274                    | 238                    |
| 26 | Малопіщанка, село              | 800                    | 719                    |
| 27 | Мальковка, село                | 180                    | 153                    |
| 28 | Маріїнськ, місто               | 42977                  | 40526                  |
| 29 | Мілехіно, присілок             | 82                     | 80                     |
| 30 | Ніколаєвка 1-а, село           | 101                    | 78                     |
| 31 | Ніколаєвка 2-а, село           | 559                    | 518                    |
| 32 | Обояновка, село                | 363                    | 282                    |
| 33 | Первомайський, селище          | 757                    | 751                    |
| 34 | Петровка, присілок             | 142                    | 139                    |
| 35 | Пихтовка, селище               | 340                    | 295                    |
| 36 | Під'єльники, село              | 88                     | 75                     |
| 37 | Правдинка, селище              | 209                    | 128                    |
| 38 | Приміткино, село               | 402                    | 365                    |
| 39 | Приміткино, селище             | 69                     | 43                     |
| 40 | Пристань 2-а, присілок         | 849                    | 994                    |
| 41 | Раєвка, присілок               | 262                    | 255                    |
| 42 | Роздольне, село                | 66                     | 68                     |
| 43 | Рубино, село                   | 239                    | 195                    |
| 44 | Святогорка, присілок           | 53                     | 39                     |
| 45 | Столяровка, присілок           | 70                     | 53                     |
| 46 | Суслово, село                  | 3050                   | 2829                   |
| 47 | Тайожно-Александровка, селище  | 73                     | 40                     |
| 48 | Тайожно-Михайловка, село       | 447                    | 335                    |
| 49 | Тенгули, село                  | 351                    | 309                    |
| 50 | Тонгул, присілок               | 50                     | 1                      |
| 51 | Туйла, село                    | 184                    | 132                    |
| 52 | Тундінка, присілок             | 124                    | 131                    |
| 53 | Тюменево, присілок             | 443                    | 420                    |
| 54 | Федоровка, присілок            | 137                    | 64                     |
| 55 | Чистопольський, селище         | 104                    | 97                     |
| 56 | Юр'євка, присілок              | 52                     | 38                     |

## Маріїнськлаг
На території міста Маріїнськ та Маріїнського району знаходились концентраційні табори "Маріїнськлаг" ГУЛАГу . Вони належали до «Сиблагу» під номером ч. 247. В'язні працювали на різних роботах, головним чином на ливарному заводі, в копальнях золота, лісорозробках та в сільському господарстві. Відомо про існування 16 окремих концтаборів, з цього 2 жіночих 